# Rømme
Rømme er et traditionelt norsk mejeriprodukt. Fløde syrnes med en bakteriekultur, enten naturlig eller kunstig tilsat. Almindelige typer er lettrømme (let-rømme), med 20% fedt, og seterrømme (sæter-rømme), med 35% fedt.
Rømme bruges ofte som ingrediens i middagsretter, men bruges undertiden også på pandekager og vafler, samt til rømmegrøt.